# Лојн
Лојн (њем. Leun) град је у њемачкој савезној држави Хесен. Једно је од 23 општинска средишта округа Лан-Дил. Према процјени из 2010. у граду је живјело 5.834 становника. Посједује регионалну шифру (AGS) 6532016.

## Географски и демографски подаци
Лојн се налази у савезној држави Хесен у округу Лан-Дил. Град се налази на надморској висини од 155 метара. Површина општине износи 28,7 km². У самом граду је, према процјени из 2010. године, живјело 5.834 становника. Просјечна густина становништва износи 204 становника/km².

## Међународна сарадња
| Мјесто | Држава    | Врста сарадње | Од    |
| ------ | --------- | ------------- | ----- |
|        | Француска | партнерство   | 1980. |
| Извор  |           |               |       |